# Seongsu (metropolitana di Seul)
Seongsu (성수역 - 聖水驛, Seongsu-yeok ) è una stazione della metropolitana di Seul servita dalla linea 2 della metropolitana di Seul, e dalla diramazione Seongsu diretta a Sinseol-dong. La stazione si trova nel quartiere di Seongdong-gu, nel centro di Seul.

## Linee
Seoul Metro
● Linea 2 (Codice: 211)
● Diramazione Seongsu (Codice: 211)

## Struttura
La stazione è realizzata su viadotto, e conta in totale quattro binari, dei quali uno (il binario 4) riservato ai treni della diramazione Seongsu, e gli altri (1, 2 e 3) alla linea circolare.
| 3 | ● Linea 2             | per Jamsil (treni con origine da questa stazione) |
| 1 | ● Linea 2             | per Geondae-ipku, Jamsil, Seolleung e Gangnam     |
| 2 | ● Linea 2             | per Wangsimni, Euljiro 3-ga, Sicheong e Hapjeong  |
| 4 | ● Diramazione Seongsu | per Yongdap, Yongdu e Sinseol-dong                |

## Stazioni adiacenti
| «                   | Servizio | »            |
| Linea 2             | Linea 2  | Linea 2      |
| ------------------- | -------- | ------------ |
| Ttukseom            | -        | Geondae-ipgu |
| Diramazione Seongsu |          |              |
| Capolinea           | -        | Yongdap      |